# Wereldbeker veldrijden 2024-2025
De wereldbeker veldrijden 2024-2025 was het 32ste seizoen van het regelmatigheidscriterium in het veldrijden. De wereldbeker werd georganiseerd door Flanders Classics onder auspiciën van de Internationale Wielerunie (UCI) en kan gezien worden als de belangrijkste competitie in het veldrijden. Titelverdedigers bij de elite waren de Belg Eli Iserbyt en de Nederlandse Ceylin del Carmen Alvarado. Zij werden allebei opgevolgd door een landgenoot: Michael Vanthourenhout en Lucinda Brand.

## Agenda
In dit seizoen stonden twaalf wereldbekerritten op de planning, twee minder dan in de jaren daarvoor. De UCI liet de wedstrijden in het vroege seizoen schrappen of verschuiven. Hierdoor werd de wereldbeker helemaal in Europa verreden, in de twee drukste maanden voor het wereldkampioenschap. Door verschillende maatregelen werd het belang van de wereldbeker verhoogd en de deelname aan andere veldritten beperkt.
De derde wedstrijd, die in Italië zou plaatsvinden, ging niet door wegens stormweer. De renners gingen dit keer niet naar de sneeuw van Val di Sole, maar naar de kust van de Middellandse Zee in Cabras op Sardinië. Organisator Flanders Classics had speciaal een vliegtuig voor honderdvijftig passagiers gehuurd. Eenmaal in Sardinië, sloeg het weer om. Afzettingen en tenten waaiden om. Daarnaast brandde de perszaal een dag voor de wedstrijden af. Op zondag werd het evenement na overleg tussen betrokkenen afgelast, om renners en toeschouwers niet in gevaar te brengen.
| Datum            | Afkorting | Veldrit               | Locatie      | Winnaar                    | Winnares                   |
| ---------------- | --------- | --------------------- | ------------ | -------------------------- | -------------------------- |
| 24 november 2024 | ANT       | Scheldecross          | Antwerpen    | Eli Iserbyt                | Fem van Empel              |
| 1 december 2024  | DUB       | Wereldbeker           | Dublin       | Michael Vanthourenhout     | Lucinda Brand              |
| 8 december 2024  | CAB       | Wereldbeker           | Cabras       | afgelast vanwege stormweer | afgelast vanwege stormweer |
| 15 december 2024 | NAM       | Citadelcross          | Namen        | Michael Vanthourenhout     | Ceylin del Carmen Alvarado |
| 21 december 2024 | HUL       | Vestingcross          | Hulst        | Niels Vandeputte           | Marie Schreiber            |
| 22 december 2024 | ZON       | Cyclocross            | Zonhoven     | Mathieu van der Poel       | Ceylin del Carmen Alvarado |
| 26 december 2024 | GAV       | Cyclocross            | Asper-Gavere | Mathieu van der Poel       | Fem van Empel              |
| 29 december 2024 | BES       | Wereldbeker           | Besançon     | Mathieu van der Poel       | Fem van Empel              |
| 5 januari 2025   | DEN       | Ambiancecross         | Dendermonde  | Wout van Aert              | Lucinda Brand              |
| 19 januari 2025  | BEN       | Wereldbeker           | Benidorm     | Thibau Nys                 | Fem van Empel              |
| 25 januari 2025  | MAA       | Wereldbeker           | Maasmechelen | Mathieu van der Poel       | Blanka Vas                 |
| 26 januari 2025  | HOO       | GP Adrie van der Poel | Hoogerheide  | Mathieu van der Poel       | Lucinda Brand              |

## Mannen Elite

### Erepodium per veldrit
| Datum            | Veldrit | Winnaar                    | Tweede                     | Derde                      | Leider                 |
| ---------------- | ------- | -------------------------- | -------------------------- | -------------------------- | ---------------------- |
| 24 november 2024 | ANT     | Eli Iserbyt                | Laurens Sweeck             | Michael Vanthourenhout     | Eli Iserbyt            |
| 1 december 2024  | DUB     | Michael Vanthourenhout     | Toon Aerts                 | Felipe Orts                | Michael Vanthourenhout |
| 8 december 2024  | CAB     | afgelast vanwege stormweer | afgelast vanwege stormweer | afgelast vanwege stormweer | Michael Vanthourenhout |
| 15 december 2024 | NAM     | Michael Vanthourenhout     | Toon Aerts                 | Emiel Verstrynge           | Michael Vanthourenhout |
| 21 december 2024 | HUL     | Niels Vandeputte           | Felipe Orts                | Pim Ronhaar                | Michael Vanthourenhout |
| 22 december 2024 | ZON     | Mathieu van der Poel       | Thibau Nys                 | Joran Wyseure              | Michael Vanthourenhout |
| 26 december 2024 | GAV     | Mathieu van der Poel       | Michael Vanthourenhout     | Thibau Nys                 | Michael Vanthourenhout |
| 29 december 2024 | BES     | Mathieu van der Poel       | Toon Aerts                 | Niels Vandeputte           | Michael Vanthourenhout |
| 5 januari 2025   | DEN     | Wout van Aert              | Emiel Verstrynge           | Joran Wyseure              | Michael Vanthourenhout |
| 19 januari 2025  | BEN     | Thibau Nys                 | Eli Iserbyt                | Lars van der Haar          | Michael Vanthourenhout |
| 25 januari 2025  | MAA     | Mathieu van der Poel       | Wout van Aert              | Joris Nieuwenhuis          | Michael Vanthourenhout |
| 26 januari 2025  | HOO     | Mathieu van der Poel       | Michael Vanthourenhout     | Lars van der Haar          | Michael Vanthourenhout |

### Eindstand
| Legenda | Legenda | Legenda | Legenda  | Legenda       | Legenda               | Legenda              |
| ------- | ------- | ------- | -------- | ------------- | --------------------- | -------------------- |
| 1e plek | 2e plek | 3e plek | 4 t/m 25 | -geen punten- | niet uitgereden (DNF) | – (niet deelgenomen) |

| Nr.    | Renner                 | Team    | ANT | DUB   | NAM  | HUL   | ZON   | GAV  | BES   | DEN  | BEN   | MAA  | HOO   | Punten |
| ------ | ---------------------- | ------- | --- | ----- | ---- | ----- | ----- | ---- | ----- | ---- | ----- | ---- | ----- | ------ |
| Goud   | Michael Vanthourenhout | PSB/PSC | 3   | 1     | 1    | 7     | 10    | 2    | 7     | 5    | 5     | 6    | 2     | 281    |
| Zilver | Toon Aerts             | DHF     | 8   | 2     | 2    | 8     | 4     | 10   | 2     | 4    | 14    | 5    | 4     | 241    |
| Brons  | Joran Wyseure          | CCO     | 4   | 5     | 9    | 23    | 3     | 9    | 5     | 3    | 15    | 4    | 5     | 205    |
| 4      | Mathieu van der Poel   | ADC     | –   | –     | –    | –     | 1     | 1    | 1     | –    | –     | 1    | 1     | 200    |
| 5      | Eli Iserbyt            | PSB/PSC | 1   | 4     | DNF  | 4     | 8     | –    | 4     | 11   | 2     | 18   | 6     | 197    |
| 6      | Lars van der Haar      | BTL/BGL | 6   | 7     | 10   | 9     | 5     | 4    | –     | 19   | 3     | 7    | 3     | 191    |
| 7      | Emiel Verstrynge       | CCO     | –   | –     | 3    | 6     | 19    | 5    | 11    | 2    | 9     | 11   | 7     | 169    |
| 8      | Felipe Orts            | RRT     | 9   | 3     | 14   | 2     | 23    | 19   | 10    | 12   | 6     | 15   | 14    | 167    |
| 9      | Pim Ronhaar            | BTL/BGL | 7   | 6     | 4    | 3     | 11    | 12   | 19    | 6    | 22    | DNF  | 11    | 161    |
| 10     | Thibau Nys             | BTL/BGL | 12  | DNF   | 11   | 16    | 2     | 3    | –     | 8    | 1     | –    | DNF   | 152    |
| 11     | Niels Vandeputte       | ADC     | 5   | –     | –    | 1     | 7     | 6    | 3     | 23   | 7     | –    | 23    | 150    |
| 12     | Kevin Kuhn             | CLR     | 10  | 8     | 7    | 24    | 14    | -26- | 8     | 7    | 13    | 9    | 20    | 140    |
| 13     | Laurens Sweeck         | CCO     | 2   | 9     | 6    | 15    | 6     | –    | 18    | –    | 21    | 8    | DNF   | 129    |
| 14     | Mees Hendrikx          | CCO     | 17  | 12    | 21   | 11    | 12    | 20   | 15    | 10   | 20    | 13   | 15    | 120    |
| 15     | Jens Adams             | AFH     | 14  | 14    | –    | 13    | 9     | 17   | 16    | –    | 12    | 17   | 9     | 113    |
| 16     | Cameron Mason          | 777     | 25  | 15    | –    | 5     | 17    | 8    | –     | 9    | 23    | 12   | 25    | 95     |
| 17     | Wout van Aert          | TVL     | –   | –     | –    | –     | –     | –    | –     | 1    | 4     | 2    | –     | 92     |
| 18     | Michael Boroš          | EKA     | 15  | 21    | DNF  | 21    | 16    | 13   | 9     | 15   | -27-  | 19   | 17    | 88     |
| 19     | Toon Vandebosch        | CCO     | 18  | –     | 12   | 18    | 22    | 14   | 17    | 13   | 16    | –    | 18    | 86     |
| 20     | Ryan Kamp              | -       | 13  | –     | 16   | 17    | 13    | -30- | 25    | 16   | 24    | 21   | 10    | 79     |
| 21     | Thomas Mein            | HFR     | 23  | –     | 13   | DNF   | –     | 15   | 6     | –    | 19    | 10   | 19    | 77     |
| 22     | Corné van Kessel       | DHF     | 19  | 24    | -32- | 12    | 18    | 11   | 14    | 17   | -26-  | -36- | -26-  | 67     |
| 23     | Joris Nieuwenhuis      | RRT     | –   | –     | –    | –     | –     | –    | –     | –    | 8     | 3    | 8     | 61     |
| 24     | Clement Venturini      | ARK     | –   | 13    | –    | -29-  | 25    | –    | 13    | -27- | 11    | 20   | 13    | 61     |
| 25     | Victor Van De Putte    | DHF     | 20  | 11    | 15   | DNF   | 15    | DNF  | –     | –    | –     | 14   | –     | 55     |
| 26     | Joshua Dubau           | -       | –   | –     | –    | –     | –     | –    | 12    | 14   | 10    | –    | 16    | 52     |
| 27     | David Menut            | ASB     | –   | 16    | –    | 10    | 20    | 16   | 21    | –    | –     | -47- | –     | 47     |
| 28     | Tibor Del Grosso       | ADD     | –   | (O23) | 5    | (O23) | (O23) | 7    | (O23) | –    | (O23) | –    | (O23) | 40     |
| 29     | Jente Michels          | ADD     | 16  | (O23) | 8    | (O23) | (O23) | 18   | (O23) | –    | (O23) | –    | (O23) | 36     |
| 30     | Gerben Kuypers         | CLR     | 11  | 10    | DNF  | –     | –     | –    | –     | –    | –     | –    | –     | 31     |

## Vrouwen Elite

### Erepodium per veldrit
| Datum            | Veldrit | Winnaar                    | Tweede                     | Derde                      | Leider                      |
| ---------------- | ------- | -------------------------- | -------------------------- | -------------------------- | --------------------------- |
| 24 november 2024 | ANT     | Fem van Empel              | Lucinda Brand              | Marie Schreiber            | Fem van Empel               |
| 1 december 2024  | DUB     | Lucinda Brand              | Fem van Empel              | Zoe Bäckstedt              | Fem van Empel Lucinda Brand |
| 8 december 2024  | CAB     | afgelast vanwege stormweer | afgelast vanwege stormweer | afgelast vanwege stormweer | Fem van Empel Lucinda Brand |
| 15 december 2024 | NAM     | Ceylin del Carmen Alvarado | Lucinda Brand              | Puck Pieterse              | Lucinda Brand               |
| 21 december 2024 | HUL     | Marie Schreiber            | Lucinda Brand              | Puck Pieterse              | Lucinda Brand               |
| 22 december 2024 | ZON     | Ceylin del Carmen Alvarado | Zoe Bäckstedt              | Lucinda Brand              | Lucinda Brand               |
| 26 december 2024 | GAV     | Fem van Empel              | Lucinda Brand              | Puck Pieterse              | Lucinda Brand               |
| 29 december 2024 | BES     | Fem van Empel              | Lucinda Brand              | Blanka Vas                 | Lucinda Brand               |
| 5 januari 2025   | DEN     | Lucinda Brand              | Puck Pieterse              | Fem van Empel              | Lucinda Brand               |
| 19 januari 2025  | BEN     | Fem van Empel              | Lucinda Brand              | Marie Schreiber            | Lucinda Brand               |
| 25 januari 2025  | MAA     | Blanka Vas                 | Zoe Bäckstedt              | Lucinda Brand              | Lucinda Brand               |
| 26 januari 2025  | HOO     | Lucinda Brand              | Blanka Vas                 | Puck Pieterse              | Lucinda Brand               |

### Eindstand
| Legenda | Legenda | Legenda | Legenda  | Legenda       | Legenda               | Legenda              |
| ------- | ------- | ------- | -------- | ------------- | --------------------- | -------------------- |
| 1e plek | 2e plek | 3e plek | 4 t/m 25 | -geen punten- | niet uitgereden (DNF) | – (niet deelgenomen) |

| Rang   | Renner                     | Team    | ANT  | DUB | NAM  | HUL | ZON | GAV | BES | DEN | BEN  | MAA  | HOO  | Punten |
| ------ | -------------------------- | ------- | ---- | --- | ---- | --- | --- | --- | --- | --- | ---- | ---- | ---- | ------ |
| Goud   | Lucinda Brand              | BTL/BGL | 2    | 1   | 2    | 2   | 3   | 2   | 2   | 1   | 2    | 3    | 1    | 350    |
| Zilver | Fem van Empel              | TVL     | 1    | 2   | 7    | –   | –   | 1   | 1   | 3   | 1    | 6    | 4    | 276    |
| Brons  | Blanka Vas                 | SDW     | 6    | 5   | 4    | 9   | 6   | 4   | 3   | 11  | 5    | 1    | 2    | 253    |
| 4      | Zoe Bäckstedt (O23)        | CSR     | 7    | 3   | 9    | 7   | 2   | 5   | 4   | 5   | 6    | 2    | 6    | 244    |
| 5      | Inge van der Heijden       | CCO     | 8    | 4   | 8    | 5   | 4   | 6   | 7   | 6   | 9    | 8    | 8    | 213    |
| 6      | Marie Schreiber (O23)      | SDW     | 3    | 7   | 5    | 1   | 7   | 9   | 18  | 12  | 3    | 9    | DNF  | 205    |
| 7      | Ceylin del Carmen Alvarado | FED     | 5    | –   | 1    | 8   | 1   | –   | 6   | DNF | 8    | 5    | 5    | 199    |
| 8      | Puck Pieterse              | FED     | –    | –   | 3    | 3   | 5   | 3   | –   | 2   | –    | 4    | 3    | 173    |
| 9      | Manon Bakker               | CCO     | 18   | 19  | 12   | 10  | 10  | 8   | 11  | 4   | 18   | 7    | 13   | 156    |
| 10     | Leonie Bentveld (O23)      | PSB/PSC | 15   | 9   | 10   | 6   | 8   | 12  | 12  | 7   | 17   | 22   | 14   | 154    |
| 11     | Marion Norbert-Riberolle   | CCO     | 13   | 8   | 21   | 11  | 11  | 7   | 8   | 8   | -50- | 11   | 22   | 140    |
| 12     | Denise Betsema             | PSB/PSC | 16   | 13  | 17   | 14  | 20  | 10  | 15  | 10  | 13   | 17   | 12   | 129    |
| 13     | Amandine Fouquenet         | ARK     | 12   | 11  | 14   | DNF | 15  | –   | 13  | 13  | 11   | 15   | 9    | 121    |
| 14     | Hélène Clauzel             | ASB     | 14   | 17  | 15   | 13  | 13  | –   | 10  | –   | 12   | 18   | 11   | 111    |
| 15     | Aniek van Alphen           | 777     | 11   | 10  | 16   | 16  | 17  | 11  | 20  | 14  | 22   | 21   | 21   | 107    |
| 16     | Annemarie Worst            | 777     | 10   | 6   | 6    | 4   | DNF | –   | –   | –   | –    | 14   | 16   | 100    |
| 17     | Sara Casasola              | CCO     | 4    | –   | 11   | DNF | DNF | –   | –   | –   | 7    | 10   | 7    | 91     |
| 18     | Sanne Cant                 | CCO     | 19   | –   | –    | 18  | 9   | –   | –   | 9   | –    | 16   | 18   | 67     |
| 19     | Julie Brouwers             | CLR     | 20   | 23  | -27- | 25  | 18  | 14  | 19  | 17  | 19   | 23   | 15   | 67     |
| 20     | Marianne Vos               | TVL     | –    | –   | –    | –   | –   | –   | 5   | –   | 4    | 13   | DNF  | 56     |
| 21     | Laura Verdonschot          | DCB     | 9    | 14  | 13   | 12  | DNF | –   | –   | –   | –    | –    | –    | 56     |
| 22     | Célia Gery (O23)           | ASB     | 23   | DNF | 23   | 19  | 14  | –   | 9   | –   | 14   | –    | -32- | 54     |
| 23     | Isabella Holmgren (O23)    | LTK     | –    | –   | –    | 20  | 12  | –   | –   | –   | –    | 12   | 10   | 50     |
| 24     | Alicia Franck              | DCB     | 21   | 16  | 20   | 17  | 16  | DNF | 25  | –   | -28- | 20   | -27- | 47     |
| 25     | Anna Kay                   | PRO     | -26- | 21  | 25   | 22  | 22  | 15  | –   | –   | 20   | -27- | -36- | 31     |

## Mannen Beloften

### Erepodium per veldrit
| Datum | Veldrit | Winnaar          | Tweede        | Derde            | Leider           |
| ----- | ------- | ---------------- | ------------- | ---------------- | ---------------- |
| 01-12 | DUB     | Jente Michels    | Aaron Dockx   | David Haverdings | Jente Michels    |
| 21-12 | HUL     | Tibor Del Grosso | Jente Michels | David Haverdings | Jente Michels    |
| 22-12 | ZON     | Tibor Del Grosso | Jente Michels | Kay De Bruyckere | Jente Michels    |
| 29-12 | BES     | Tibor Del Grosso | Yordi Corsus  | Aubin Sparfel    | Tibor Del Grosso |
| 19-01 | BEN     | Tibor Del Grosso | Jente Michels | Aubin Sparfel    | Tibor Del Grosso |
| 26-01 | HOO     | Tibor Del Grosso | Aubin Sparfel | Stefano Viezzi   | Tibor Del Grosso |

### Eindstand
Voor het klassement tellen slechts vier wedstrijden mee. De slechtste twee resultaten worden niet meegenomen in de eindstand.
| Legenda | Legenda | Legenda | Legenda  | Legenda       | Legenda          | Legenda               | Legenda              |
| ------- | ------- | ------- | -------- | ------------- | ---------------- | --------------------- | -------------------- |
| 1e plek | 2e plek | 3e plek | 4 t/m 25 | -geen punten- | -niet meegeteld- | niet uitgereden (DNF) | – (niet deelgenomen) |

| Nr.    | Renner                | Team    | DUB  | HUL  | ZON  | BES  | BEN  | HOO  | Punten |
| ------ | --------------------- | ------- | ---- | ---- | ---- | ---- | ---- | ---- | ------ |
| Goud   | Tibor del Grosso      | ADD     | –    | 1    | 1    | 1    | 1    | -1-  | 160    |
| Zilver | Jente Michels         | ADD     | 1    | 2    | 2    | -11- | 2    | -6-  | 130    |
| Brons  | Aubin Sparfel         | ACT     | -14- | -13- | 4    | 3    | 3    | 2    | 102    |
| 4      | Yordi Corsus          | PSB/PSC | 4    | 5    | -7-  | 2    | -7-  | 4    | 95     |
| 5      | Aaron Dockx           | CCO     | 2    | 11   | 11   | -25- | -11- | 5    | 81     |
| 6      | Léo Bisiaux           | DAD     | 5    | 4    | 8    | 7    | DNF  | -13- | 80     |
| 7      | Stefano Viezzi        | ADD     | –    | -15- | 9    | 10   | 5    | 3    | 79     |
| 8      | Kay De Bruyckere      | PSB/PSC | 9    | -21- | 3    | -18- | 8    | 7    | 79     |
| 9      | Senna Remijn          | ADD     | -10- | 6    | 5    | 8    | 6    | –    | 79     |
| 10     | Guus van den Eijnden  | 777     | 8    | 7    | -15- | -17- | 4    | 9    | 76     |
| 11     | David Haverdings      | BTL/BGL | 3    | 3    | DNF  | –    | 15   | 12   | 75     |
| 12     | Danny van Lierop      | -       | 6    | 9    | DNF  | 12   | 9    | -30- | 68     |
| 13     | Seppe Van Den Boer    | BTL/BGL | –    | 10   | 6    | 4    | DNF  | 18   | 66     |
| 14     | Nathan Bommenel       | ASB     | -15- | 14   | 10   | 6    | 12   | -20- | 62     |
| 15     | Keije Solen           | CLR     | 7    | 12   | 12   | –    | -14- | 11   | 62     |
| 16     | Jules Simon           | ASB     | 12   | 8    | -22- | 14   | 10   | -14- | 60     |
| 17     | Viktor Vandenberghe   | PSB/PSC | 16   | DNF  | 18   | 9    | –    | 8    | 53     |
| 18     | Romain Debord         | ASB     | –    | –    | 14   | 13   | 13   | -35- | 38     |
| 19     | Ian Ackert            | -       | –    | DNF  | DNF  | 5    | 18   | 21   | 34     |
| 20     | Barnabás Vas          | MBH     | –    | 16   | 17   | 22   | 16   | -29- | 33     |
| 21     | Sil De Brauwere       | PSB/PSC | 11   | 23   | 13   | DNF  | -30- | –    | 31     |
| 22     | Matyáš Fiala          | -       | 21   | 20   | 19   | –    | -23- | 15   | 29     |
| 23     | Filippo Agostinacchio | FAG     | 13   | 18   | DNF  | 21   | –    | –    | 26     |

## Vrouwen Beloften
Deze categorie reed mee met de Vrouwen Elite. Beloften waren tijdens de wedstrijd herkenbaar aan de zwarte nummers. Er werd geen apart klassement opgemaakt, dus de scores in de tussenstand waren dezelfde als bij de vrouwen elite.

### Erepodium per veldrit
| Datum            | Veldrit | Winnaar                    | Tweede                     | Derde                      | Leider                        |
| ---------------- | ------- | -------------------------- | -------------------------- | -------------------------- | ----------------------------- |
| 24 november 2024 | ANT     | Marie Schreiber            | Zoe Bäckstedt              | Leonie Bentveld            | Marie Schreiber               |
| 1 december 2024  | DUB     | Zoe Bäckstedt              | Marie Schreiber            | Leonie Bentveld            | Marie Schreiber Zoe Bäckstedt |
| 8 december 2024  | CAB     | afgelast vanwege stormweer | afgelast vanwege stormweer | afgelast vanwege stormweer | Marie Schreiber Zoe Bäckstedt |
| 15 december 2024 | NAM     | Marie Schreiber            | Zoe Bäckstedt              | Leonie Bentveld            | Marie Schreiber               |
| 21 december 2024 | HUL     | Marie Schreiber            | Leonie Bentveld            | Zoe Bäckstedt              | Marie Schreiber               |
| 22 december 2024 | ZON     | Zoe Bäckstedt              | Marie Schreiber            | Leonie Bentveld            | Marie Schreiber               |
| 26 december 2024 | GAV     | Zoe Bäckstedt              | Marie Schreiber            | Leonie Bentveld            | Marie Schreiber               |
| 29 december 2024 | BES     | Zoe Bäckstedt              | Célia Gery                 | Leonie Bentveld            | Zoe Bäckstedt                 |
| 5 januari 2025   | DEN     | Zoe Bäckstedt              | Leonie Bentveld            | Marie Schreiber            | Zoe Bäckstedt                 |
| 19 januari 2025  | BEN     | Marie Schreiber            | Zoe Bäckstedt              | Viktória Chladonová        | Zoe Bäckstedt                 |
| 25 januari 2025  | MAA     | Zoe Bäckstedt              | Marie Schreiber            | Isabella Holmgren          | Zoe Bäckstedt                 |
| 26 januari 2025  | HOO     | Zoe Bäckstedt              | Isabella Holmgren          | Leonie Bentveld            | Zoe Bäckstedt                 |

### Eindstand
| Legenda | Legenda | Legenda | Legenda  | Legenda       | Legenda               | Legenda              |
| ------- | ------- | ------- | -------- | ------------- | --------------------- | -------------------- |
| 1e plek | 2e plek | 3e plek | 4 t/m 25 | -geen punten- | niet uitgereden (DNF) | – (niet deelgenomen) |

| Rang   | Renner                  | Team    | ANT  | DUB   | NAM  | HUL   | ZON   | GAV | BES   | DEN | BEN   | MAA  | HOO   | Punten |
| ------ | ----------------------- | ------- | ---- | ----- | ---- | ----- | ----- | --- | ----- | --- | ----- | ---- | ----- | ------ |
| Goud   | Zoe Bäckstedt           | CSR     | 7    | 3     | 9    | 7     | 2     | 5   | 4     | 5   | 6     | 2    | 6     | 244    |
| Zilver | Marie Schreiber         | SDW     | 3    | 7     | 5    | 1     | 7     | 9   | 18    | 12  | 3     | 9    | DNF   | 205    |
| Brons  | Leonie Bentveld         | PSB/PSC | 15   | 9     | 10   | 6     | 8     | 12  | 12    | 7   | 17    | 22   | 14    | 154    |
| 4      | Célia Gery              | ASB     | 23   | DNF   | 23   | 19    | 14    | –   | 9     | –   | 14    | –    | -32-  | 54     |
| 5      | Isabella Holmgren       | LTK     | –    | –     | –    | 20    | 12    | –   | –     | –   | –     | 12   | 10    | 50     |
| 6      | Viktória Chladonová     | TVL     | –    | –     | –    | –     | –     | –   | –     | –   | 10    | 24   | 17    | 27     |
| 7      | Imogen Wolff            | TVL     | -38- | 20    | –    | –     | –     | 20  | 21    | 16  | -26-  | -36- | –     | 27     |
| 8      | Fleur Moors             | BTL/BGL | 17   | 12    | –    | –     | –     | –   | –     | –   | –     | –    | –     | 23     |
| 9      | Amandine Muller         | ASB     | –    | 24    | –    | 24    | -26-  | –   | 14    | –   | -29-  | –    | 20    | 22     |
| 10     | Vida Lopez de San Roman | -       | –    | –     | –    | 21    | -33-  | 19  | 16    | –   | –     | –    | -26-  | 22     |
| 11     | Xaydee Van Sinaey       | CCO     | -29- | -27-  | -36- | –     | –     | 17  | 22    | 22  | –     | –    | –     | 17     |
| 12     | Ava Holmgren            | LTK     | –    | –     | –    | 15    | DNF   | –   | –     | –   | –     | –    | –     | 11     |
| 13     | Cat Ferguson            | MOV     | –    | –     | -28- | DNF   | –     | –   | –     | –   | 16    | -28- | -29-  | 10     |
| 14     | Ella MacLean-Howell     | HRT     | –    | –     | –    | -32-  | –     | 16  | –     | –   | –     | –    | –     | 10     |
| 15     | Rafaelle Carrier        | -       | –    | (O19) | 19   | (O19) | (O19) | –   | (O19) | –   | (O19) | –    | (O19) | 7      |
| 16     | Alexandra Valade        | -       | –    | –     | –    | -40-  | DNF   | –   | -30-  | 21  | -61-  | –    | –     | 5      |
| 17     | Wendy Bunea             | -       | –    | –     | –    | -59-  | –     | 22  | –     | –   | –     | –    | –     | 4      |
| 18     | Electa Gallezot         | SCT     | -36- | –     | -35- | -36-  | -42-  | –   | -28-  | –   | 23    | –    | -33-  | 3      |
| 19     | Sterre Vervloet         | -       | –    | –     | –    | –     | -34-  | –   | -43-  | 25  | -43-  | –    | -39-  | 1      |
| 20     | Kristýna Zemanová       | BRT     | –    | –     | –    | –     | 25    | –   | –     | –   | –     | –    | –     | 1      |

## Mannen Junioren

### Erepodium per veldrit
| Datum            | Veldrit | Winnaar               | Tweede                | Derde               | Leider                          |
| ---------------- | ------- | --------------------- | --------------------- | ------------------- | ------------------------------- |
| 1 december 2024  | DUB     | Soren Bruyère Joumard | Giel Lejeune          | Lennes Jacobs       | Soren Bruyère Joumard           |
| 21 december 2024 | HUL     | Giel Lejeune          | Mattia Agostinacchio  | Arthur Van den Boer | Giel Lejeune                    |
| 22 december 2024 | ZON     | Mattia Agostinacchio  | Benjamin Noval Suárez | Michiel Mouris      | Giel Lejeune                    |
| 29 december 2024 | BES     | Soren Bruyère Joumard | Arthur Van den Boer   | Oscar Amey          | Soren Bruyère Joumard           |
| 19 januari 2025  | BEN     | Mattia Agostinacchio  | Soren Bruyère Joumard | Valentin Hofer      | Bruyère Joumard / Agostinacchio |
| 26 januari 2025  | HOO     | Benedikt Benz         | Mats Vanden Eynde     | Patrik Pezzo Rosola | Soren Bruyère Joumard           |

### Eindstand
Voor het klassement telden slechts vier wedstrijden mee. De slechtste twee resultaten werden niet meegenomen in de eindstand.
| Legenda | Legenda | Legenda | Legenda  | Legenda       | Legenda          | Legenda               | Legenda              |
| ------- | ------- | ------- | -------- | ------------- | ---------------- | --------------------- | -------------------- |
| 1e plek | 2e plek | 3e plek | 4 t/m 25 | -geen punten- | -niet meegeteld- | niet uitgereden (DNF) | – (niet deelgenomen) |

| Nr.    | Renner                | DUB | HUL  | ZON  | BES  | BEN  | HOO  | Punten |
| ------ | --------------------- | --- | ---- | ---- | ---- | ---- | ---- | ------ |
| Goud   | Soren Bruyère Joumard | 1   | -10- | -10- | 1    | 2    | 4    | 132    |
| Zilver | Mattia Agostinacchio  | 10  | 2    | 1    | -13- | 1    | -19- | 126    |
| Brons  | Giel Lejeune          | 2   | 1    | 5    | -18- | 7    | -13- | 110    |
| 4      | Mats Vanden Eynde     | 5   | -19- | 4    | -19- | 9    | 2    | 90     |
| 5      | Benjamin Noval Suárez | 4   | -16- | 2    | 15   | 4    | –    | 85     |
| 6      | Valentin Hofer        | –   | 6    | -31- | 7    | 3    | 8    | 82     |
| 7      | Théophile Vassal      | 9   | -22- | 6    | 4    | -13- | 5    | 80     |
| 8      | Arthur Van den Boer   | –   | 3    | 23   | 2    | 5    | DNF  | 79     |
| 9      | Cas Timmermans        | 8   | 5    | 7    | 5    | -8-  | -9-  | 79     |
| 10     | Oscar Amey            | –   | 7    | 8    | 3    | 10   | -10- | 78     |
| 11     | Lennes Jacobs         | 3   | 8    | -22- | -12- | 11   | 11   | 73     |
| 12     | Michiel Mouris        | 11  | 15   | 3    | -21- | 15   | –    | 62     |
| 13     | Soan Ruesche          | 13  | 14   | -27- | 10   | -21- | 6    | 61     |
| 14     | Filippo Grigolini     | –   | 11   | 11   | -35- | 6    | 18   | 58     |
| 15     | Benedikt Benz         | –   | -34- | 13   | 23   | –    | 1    | 56     |
| 16     | Milo Wills            | –   | 12   | 21   | 6    | -29- | 15   | 50     |
| 17     | Florian Fery          | –   | 18   | 9    | 9    | 18   | -23- | 50     |
| 18     | Keano Geens           | 7   | 13   | 12   | 24   | –    | –    | 48     |
| 19     | Patrik Pezzo Rosola   | –   | 20   | -40- | –    | 14   | 3    | 43     |
| 20     | Michal Šichta         | 21  | 4    | 19   | -26- | 20   | -48- | 40     |
| 21     | Soen Le Pann          | –   | –    | –    | 11   | 12   | 16   | 39     |
| 22     | Benjamin Bravman      | 15  | -30- | 17   | 17   | -23- | 17   | 38     |
| 23     | Ettore Fabbro         | –   | 9    | -38- | -43- | 22   | 14   | 33     |
| 24     | Aidan Vollmuth        | 6   | 17   | DNF  | 25   | –    | 24   | 32     |
| 25     | Kryštof Bažant        | –   | –    | –    | 14   | DNF  | 7    | 31     |
| 26     | Lars Daelmans         | 12  | 23   | 14   | -33- | –    | –    | 29     |

## Vrouwen Junioren

### Erepodium per veldrit
| Datum            | Veldrit | Winnaar          | Tweede           | Derde            | Leider           |
| ---------------- | ------- | ---------------- | ---------------- | ---------------- | ---------------- |
| 1 december 2024  | DUB     | Lidia Cusack     | Lison Desprez    | Rafaelle Carrier | Lidia Cusack     |
| 21 december 2024 | HUL     | Rafaelle Carrier | Barbora Bukovská | Lison Desprez    | Rafaelle Carrier |
| 22 december 2024 | ZON     | Rafaelle Carrier | Lison Desprez    | Barbora Bukovská | Rafaelle Carrier |
| 29 december 2024 | BES     | Lise Revol       | Jeanne Duterne   | Lison Desprez    | Rafaelle Carrier |
| 19 januari 2025  | BEN     | Lise Revol       | Rafaelle Carrier | Mae Cabaca       | Rafaelle Carrier |
| 26 januari 2025  | HOO     | Barbora Bukovská | Mae Cabaca       | Rafaelle Carrier | Rafaelle Carrier |

### Eindstand
Voor het klassement telden slechts vier wedstrijden mee. De slechtste twee resultaten werden niet meegenomen in de eindstand.
| Legenda | Legenda | Legenda | Legenda  | Legenda       | Legenda          | Legenda               | Legenda              |
| ------- | ------- | ------- | -------- | ------------- | ---------------- | --------------------- | -------------------- |
| 1e plek | 2e plek | 3e plek | 4 t/m 25 | -geen punten- | -niet meegeteld- | niet uitgereden (DNF) | – (niet deelgenomen) |

| Nr.    | Renner                   | DUB  | HUL  | ZON  | BES  | BEN | HOO  | Punten |
| ------ | ------------------------ | ---- | ---- | ---- | ---- | --- | ---- | ------ |
| Goud   | Rafaelle Carrier         | 3    | 1    | 1    | -6-  | 2   | -3-  | 135    |
| Zilver | Lise Revol               | -7-  | -10- | 4    | 1    | 1   | 5    | 123    |
| Brons  | Barbora Bukovská         | -8-  | 2    | 3    | 4    | –   | 1    | 117    |
| 4      | Lison Desprez            | 2    | 3    | 2    | 3    | DNF | –    | 110    |
| 5      | Lidia Cusack             | 1    | -14- | 6    | -9-  | 4   | 6    | 102    |
| 6      | Mae Cabaca               | 4    | 6    | -10- | -11- | 3   | 2    | 97     |
| 7      | Jeanne Duterne           | -11- | 4    | 5    | 2    | 5   | -8-  | 94     |
| 8      | Giorgia Pellizotti       | -9-  | 5    | 8    | -8-  | 6   | 7    | 78     |
| 9      | Zélie Lambert            | 6    | 7    | -13- | 7    | 7   | -13- | 77     |
| 10     | Anja Grossmann           | –    | 13   | 16   | 5    | –   | 4    | 66     |
| 11     | Lucie Grohová            | –    | 11   | 7    | 10   | –   | 15   | 61     |
| 12     | Elisa Ferri              | –    | 8    | 12   | -27- | 11  | 12   | 61     |
| 13     | Lorena Patiño Villanueva | 12   | -17- | 14   | 14   | 8   | -22- | 56     |
| 14     | Alyssa Sarkisov          | –    | 9    | DNF  | DNF  | 9   | 9    | 51     |
| 15     | Noï Moes                 | 17   | -35- | 9    | 18   | 10  | –    | 50     |
| 16     | Amálie Gottwaldová       | 5    | 15   | 11   | –    | –   | –    | 47     |
| 17     | Nico Knoll               | 13   | 12   | 22   | -30- | –   | 10   | 47     |
| 18     | Sanne Laurijssen         | 18   | -38- | 15   | -38- | 12  | 16   | 43     |
| 19     | Ellie Mitchinson         | 14   | 21   | -29- | -23- | 18  | 11   | 40     |
| 20     | Chiarra Mettier          | –    | 19   | 18   | 12   | –   | 17   | 38     |
| 21     | Arabella Blackburn       | 16   | -25- | -24- | 15   | 17  | 18   | 38     |
| 22     | Mille Foldager Nielsen   | 15   | 20   | 19   | -28- | 14  | –    | 36     |
| 23     | Bente Jochems            | –    | -29- | 21   | 16   | 19  | 19   | 29     |
| 24     | Greta Lawless            | 10   | –    | –    | 17   | –   | –    | 25     |

## Prijzengeld
In onderstaande tabel volgt de verdeling van het prijzengeld per categorie.
| Pos.   | Per cross    | Per cross     | Per cross  | Per cross                | Algemeen klassement  |
| Pos.   | Mannen elite | Vrouwen elite | Mannen U23 | Jongens/meisjes junioren | Mannen/vrouwen elite |
| ------ | ------------ | ------------- | ---------- | ------------------------ | -------------------- |
| 1.     | € 5.000      | € 5.000       | € 175      | € 150                    | € 30.000             |
| 2.     | € 3.500      | € 3.500       | € 120      | € 100                    | € 20.000             |
| 3.     | € 3.000      | € 3.000       | € 90       | € 70                     | € 16.000             |
| 4.     | € 2.700      | € 2.700       | € 70       | € 60                     | € 14.000             |
| 5.     | € 2.500      | € 2.500       | € 60       | € 50                     | € 12.000             |
| 6.     | € 2.000      | € 2.000       | € 50       | € 50                     | € 10.000             |
| 7.     | € 1.800      | € 1.800       | € 50       | € 50                     | € 9.000              |
| 8.     | € 1.600      | € 1.600       | € 50       | € 40                     | € 8.000              |
| 9.     | € 1.400      | € 1.400       | € 50       | € 40                     | € 7.000              |
| 10.    | € 1.200      | € 1.200       | € 50       | € 40                     | € 6.000              |
| 11.    | € 1.000      | € 1.000       | € 30       | € 30                     | € 5.000              |
| 12.    | € 900        | € 900         | € 30       | € 30                     | € 4.000              |
| 13.    | € 850        | € 850         | € 30       | € 30                     | € 3.000              |
| 14.    | € 800        | € 800         | € 30       | € 30                     | € 3.000              |
| 15.    | € 750        | € 750         | € 30       | € 30                     | € 2.000              |
| 16.    | € 700        | € 700         | € 20       | –                        | € 2.000              |
| 17.    | € 650        | € 650         | € 20       | –                        | € 1.000              |
| 18.    | € 600        | € 600         | € 20       | –                        | € 1.000              |
| 19.    | € 550        | € 550         | € 20       | –                        | € 1.000              |
| 20.    | € 500        | € 500         | € 20       | –                        | € 1.000              |
| 21-30  | € 450        | € 450         | –          | –                        | –                    |
| 31-40  | € 300        | € 300         | –          | –                        | –                    |
| Totaal | € 39.500     | € 39.500      | € 1.015    | € 800                    | € 155.000            |

Kampioenschappen:  Wereldkampioenschappen ·
 Europese kampioenschappen ·
 Belgische kampioenschappen ·
 Nederlandse kampioenschappen
Klassementen:  Wereldbeker ·
 Superprestige ·
 X²O Badkamers Trofee ·
 HSF System Cup ·
 Trek USCX Series ·
 Coupe de France ·
 National Trophy Series ·
 Copa de España ·
 Swiss Cyclocross Cup ·
 Hope Supercross Series
Overig:  Exact Cross ·  Losse crossen België
1993-1994 · 1994-1995 · 1995-1996 · 1996-1997 · 1997-1998 · 1998-1999 · 1999-2000 · 2000-2001 · 2001-2002 · 2002-2003 · 2003-2004 · 2004-2005 · 2005-2006 · 2006-2007 · 2007-2008 · 2008-2009 · 2009-2010 · 2010-2011 · 2011-2012 · 2012-2013 · 2013-2014 · 2014-2015 · 2015-2016 · 2016-2017 · 2017-2018 · 2018-2019 · 2019-2020 · 2020-2021 · 2021-2022 · 2022-2023 · 2023-2024 · 2024-2025